# روب ماتسون
روب ماتسون (بالإنجليزية: Rob Mattson)‏ هو لاعب كرة قاعدة أمريكي، ولد في 18 نوفمبر 1966 في ويست بالم بيتش في الولايات المتحدة.

## وصلات خارجية
- روب ماتسون على موقع الدوري الياباني لكرة القاعدة (الإنجليزية)
- روب ماتسون على موقعبيزبول رفرنس.كوم (الدوري الثانوي) (الإنجليزية)